# Pseudonicsara sinuata
Pseudonicsara sinuata är en insektsart som beskrevs av Sigfrid Ingrisch 2009. Pseudonicsara sinuata ingår i släktet Pseudonicsara och familjen vårtbitare. Inga underarter finns listade i Catalogue of Life.